# Đại bàng ăn cá Pallas

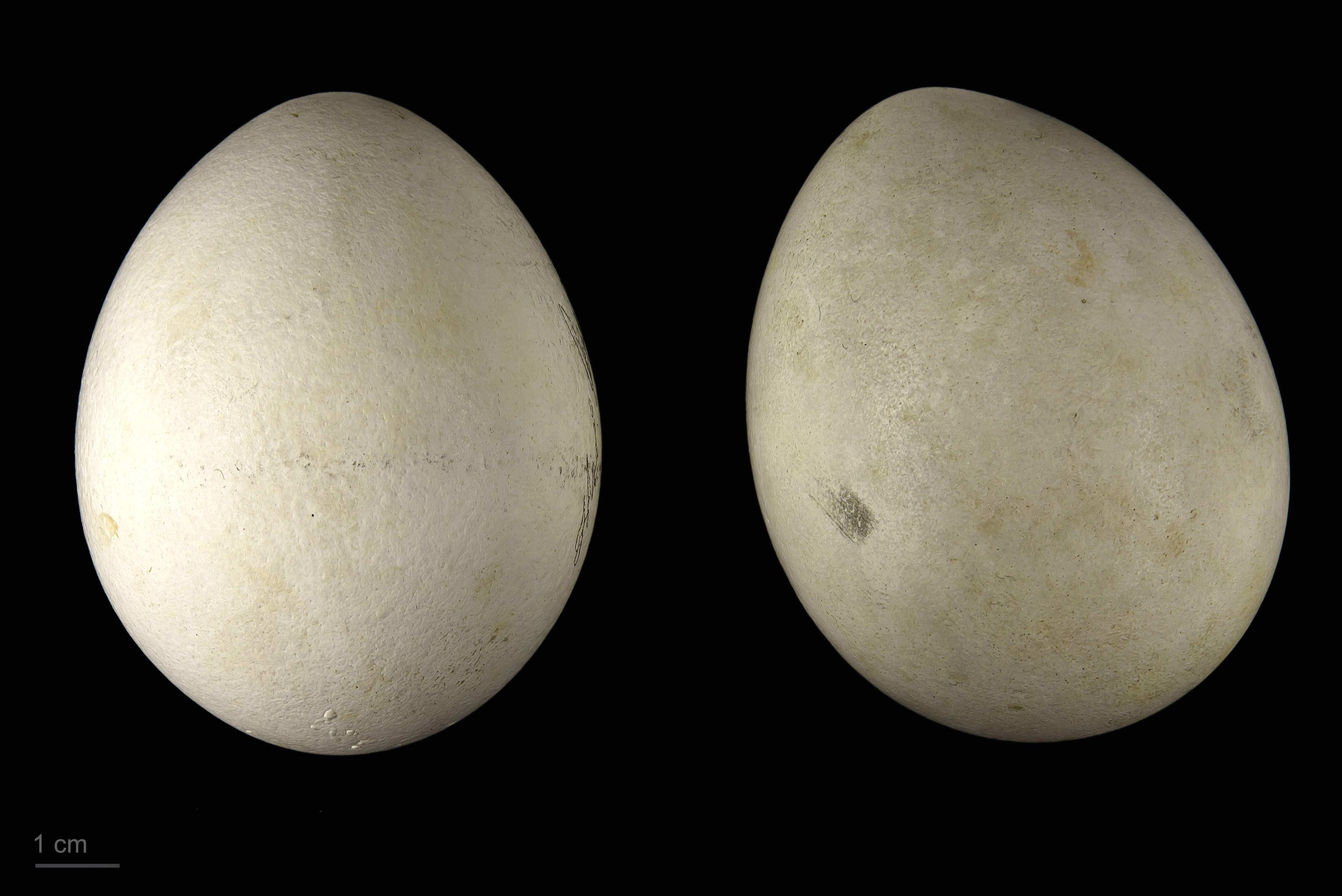
Haliaeetus leucoryphus

Đại bàng ăn cá Pallas (tên khoa học Haliaeetus leucoryphus) là một loài chim thuộc Chi Đại bàng biển trong Họ Ưng. Đây là loài đại bàng biển lớn, màu nâu. Nó sinh sản ở Trung Á, giữa biển Caspia và Hoàng Hải, từ Kazakhstan và Mông Cổ đến Hymalaya, Bangladesh và phía bắc Ấn Độ. Nó là loài di cư một phần, với con chim Trung Á đông trong số các loài chim châu Á phía Nam ở miền bắc Ấn Độ, và cũng ở phía tây vịnh Ba Tư.

## Đặc điểm
Nó có bộ lông xe màu nâu sáng nhưng mặt màu trắng. Các cánh là màu nâu sẫm và đỏ heo trở lại, bên dưới tối. Đuôi có màu đen với sọc trắng đặc trưng, rộng. Dưới cánh có một dải màu trắng. Con chưa trưởng thành có bộ lông tối hơn với không có dải trên đuôi. Chiều dài loài đại bàng này từ 72–84 cm với sải cánh dài 180–215 cm (71–85 in) . Con mái có trọng lượng 2,1-3,7 kg, nặng hơi con trống, với trọng lượng con trống 2-3,3 kg.
Chế độ ăn uống của nó bao gồm chủ yếu là cá nước ngọt lớn.